# Enna rothi
Espèce
Enna rothi est une espèce d'araignées aranéomorphes de la famille des Trechaleidae.

## Distribution
Cette espèce est endémique de la province de Napo en Équateur,. Elle se rencontre à Quijos.

## Description
La carapace de la femelle holotype mesure 4,78 mm de long sur 4,25 mm de large.

## Étymologie
Cette espèce est nommée en l'honneur de Vincent Daniel Roth.

## Publication originale
- Silva, Lise & Carico, 2008 : Revision of the Neotropical spider genus Enna (Araneae, Lycosoidea, Trechaleidae). Journal of Arachnology, vol. 36, p. 76-110 (texte intégral).